# 카미코쿠료 모에
카미코쿠료 모에(일본어: 上國料萌衣, 1999년 10월 24일 ~ )는 일본의 여성 아이돌 그룹 전 안주루무의 리더. 연예사무소 업프런트 프로모션 소속.

## 개요
2014년에는 모닝구무스메。'14의 오디션을 받지만 낙선. 그래서, 헬로! 프로젝트 곡을 좋아하게 될 수 없는 시기도 있었지만 안주루무의「大器晩成」의 가사에 영향을 받아 헬로! 프로젝트의 멤버가 되고 싶다고 생각하고, 2015년 7월부터 진행된 안주루무 신멤버 오디션을 응시했다. 오디션 기간은 약 3개월에서 최종 심사라는 명목으로 사무소를 방문했을 때, 오디션에 합격한 것을 들었다. 또한 합격한 것은 카미코쿠료 한명 뿐이며, 구마모토 현 출신 멤버로서 헬로! 프로젝트에 가입하는 것은 처음이다.
2015년 11월 11일, 크라브칫타 카와사키에서 열린 안주루무의「出すぎた杭は打たれない/ドンデンガエシ/わたし」릴리스 이벤트에서 안주루무에 가입한다고 발표됐다. 오디션의 심사위원인 타이세는「그녀의 최대 매력은 "순수함" 라던지 "부드럽게 서는 것에서 눈길을 끄는 신기한 매력을 가진다" 등으로 평가됐다. 무대 데뷔는 같은 해 12월 31일에 행해진「Hello! Project COUNTDOWN PARTY 2015〜GOOD BYE&HELLO〜」에서 2곡째「大器晩成」에서는 포메이션을 착각해 실수를 했지만「두 번 다시 그런 생각은 하고 싶지 않다"라고 정신이 번쩍 든다」라고 되돌아 보고 있다.
2023년 6월 11일, 동년 6월 22일부터 3대 리더에 취임하는 것이 발표되었다.
2024년 12월 20일, 2025년 봄 투어를 기해 안주루무 및 헬로! 프로젝트를 졸업하는 것을 발표.
2025년 6월 18일, 요코하마 아레나에서 행해진「안주루무 10th Anniversary tour 2025 봄「벗꽃도리」카미코쿠료 모에 FINAL ~너는 지금 딱 키라!~」를 마지막으로 안주루무 및 헬로! 프로젝트를 졸업.

## 인물
축구부 매니저를 맡던 시기가 있던 잡지「축구 게임 킹」의 2016년 6월호 표지에 실렸을 때는 유럽의 강호 팀의 유니폼을 착용했다.
데뷔전부터 모닝구무스메。의 팬이다. 다카하시 아이, 니이가키 리사 등 플라티나기의 멤버에 동경하고 있었다.

## 출연

### 영화
- 거북이 등딱지는 갈비뼈 (2022년 10월 28일 공개)

## 서적

### 사진집
- 1st 비쥬얼 포토집「Moe」(2018년 10월 24일, 오딧세이 출판)
- 안주루무 사진집「kamiko」(2025년 6월 6일, 와니북스) ISBN 978-4-8470-8604-5

## 참가 유닛
- 안주루무 (2015년 ~ 2025년)
- 카미이시나카 카나 (2017년 ~ 2018년)